# 肯特·本森
迈克尔·肯特·本森（英語：Michael Kent Benson，1954年12月27日—），美国NBA联盟前职业篮球运动员。他在1977年的NBA选秀中第1轮第1顺位被密尔沃基雄鹿选中。